# Z-R試劑
齐默曼-莱因哈特试剂，简称Z-R試劑（Zimmermann-Reinhardt reagent），是硫酸錳、硫酸及磷酸水溶液的混合物。當用過錳酸根離子和亞鐵離子進行滴定，而溶液中含有氯離子時，可使用Z-R試劑抑制氯分子的生成。
Z-R試劑的的製備方式，取300克四水硫酸錳溶於蒸餾水中，再加入400毫升濃硫酸和400毫升85%磷酸，用蒸餾水稀釋至3升即可。
在滴定過錳酸根離子和亞鐵離子時，若溶液中含有氯離子時，氯離子很容易和過錳酸根離子反應，產生氯分子，使用Z-R試劑可以降低中間產物Mn3+和Mn2+之間的電位，以抑制氯分子的生成。

## 外部連結
- 台灣大學 普化實驗 過錳酸鉀的氧化還原滴定